# ارنست کاسپارسون
ارنست کاسپارسون (انگلیسی: Ernst Casparsson؛ ۱۵ نوامبر ۱۸۸۶ – ۷ سپتامبر ۱۹۷۳) سوارکار اهل سوئد بود.
وی در مسابقات کشوری و بین‌المللی در مجموع برندهٔ ۱ مدال طلا شده‌است.